# ISO/IEC 15693
ISO/IEC 15693 описывает частотный диапазон, метод модуляции и протокол обмена бесконтактных пассивных карт дальнего радиуса действия (более 10 см) на магнитосвязанных индуктивностях.
Стандарт оказался настолько удачен, что был почти без изменений скопирован в соответствующий национальный стандарт США (ANSI) и широко использовался в новом мультичастотном стандарте ISO/IEC 18000. ISO/IEC 18000 фактически является заменой для ISO15693.
Копия актуального текста стандарта является платной.

## Состав стандарта
Стандарт состоит из 3 частей, обозначенных цифрами 1..3. Например, ISO15693-3.
- Часть 1 определяет физические нормативы карт и условия нормальной работы.
- Часть 2 определяет радиочастотные параметры и методы модуляции.
- Часть 3 определяет протокол инициализации обмена (в основном это процедура антиколлизии - разделения нескольких карт в поле считывателя), протокол обмена данными и структуру данных.

Некоторые карты используют не полный стандарт, подменяя излишне догматичный протокол обмена данными своим, специализированным. В этом случае говорят, что карты удовлетворяют стандарту ISO 15693-2.

## Позиционирование
Стандарт предназначен для карт с большой дальностью чтения (десятки см) и малыми скоростями обмена данными. В основном это рынок промышленной, транспортной и торговой логистики.
Метки этого стандарта выпускаются практически всеми ведущими производителями микросхем.

## Технические подробности
Стандарт определяет использование свободного (нелицензируемого) диапазона частот 13,56 МГц с амплитудной модуляцией и частотой поднесущей 424 кГц. В России нормативным документом для использования этого частотного диапазона являются Приложения 4 и 9 к решению ГКРЧ от 7 мая 2007 года N07-20-03-001.
Максимальная дальность чтения типовых карт и считывателей - от 10см до 1м. Лабораторные рекорды до 2м.
Скорость передачи данных - от 1.6 кбит/с до 26 кбит/с.

## Внешние ссылки
- ISO/IEC 15693-1:2000 Identification cards — Contactless integrated circuit(s) cards — Vicinity cards — Part 1: Physical characteristics
- ISO/IEC 15693-2:2006 Identification cards — Contactless integrated circuit cards — Vicinity cards — Part 2: Air interface and initialization
- ISO/IEC 15693-3:2009 Identification cards — Contactless integrated circuit cards — Vicinity cards — Part 3: Anticollision and transmission protocol
- Final Committee Drafts in pdf form for free download
- Решение ГКРЧ № 07-20-03-001 от 07.05.2007 "О выделении полос радиочастот устройствам малого радиуса действия"